# Bałtów (województwo lubelskie)
Bałtów – wieś w Polsce, położona w województwie lubelskim, w powiecie puławskim, w gminie Żyrzyn. 
Wieś położona jest na Wysoczyźnie Lubartowskiej. 
Wieś stanowi sołectwo gminy Żyrzyn. Według Narodowego Spisu Powszechnego z roku 2011 wieś liczyła 460 mieszkańców.
W latach 1975–1998 wieś należała administracyjnie do ówczesnego województwa lubelskiego.
Nazwa pochodzi od imienia Baluty, który prawdopodobnie mógł być najeźdźcą. Bałtów do 1934 r. należał do parafii Gołąb, powstałej w 1326 r.

## Integralne części wsi
| SIMC    | Nazwa     | Rodzaj    |
| ------- | --------- | --------- |
| 1024008 | Dworzysko | część wsi |

## Historia
Wieś wzmiankowana była w XVI wieku jako wieś królewska.
Pierwsza zabudowa wsi zlokalizowana była nad małym potoczkiem w sąsiedztwie istniejącej dziś kapliczki. Później założony został nieopodal folwark w miejscu, które dziś nosi nazwę Dworzysko. W tym czasie wieś Balutów należała do gołębskiego starostwa niegrodowego, położonego w województwie sandomierskim i był wsią królewską. W 1779 r. wieś Bałtów pochłonął pożar. Starosta Gołębski odbudował ją z dodaniem materiałów z dóbr swych dziedzicznych i rzemieślników. W latach 1810–1864 wieś Bałtów podlegała gminie Gołąb. W okresie okupacji niemieckiej działały dwie organizacje podziemne: Armia Krajowa oraz Bataliony Chłopskie, które nadały wsi kryptonim „Bolesława”, „Bola”.
12 lipca 1943 r. Niemcy dokonali pacyfikacji wsi. Wg Stefana Rodaka zamordowali 33 osoby i spalili 12 gospodarstw. Wg innych źródeł śmierć poniosło 35 osób (zidentyfikowano 35) a gospodarstw spalono 14. 11 listopada 1943 r. podczas nieudanej próby aresztowania komendanta Okręgu Lublin Batalionów Chłopskich Jana Pasiaka, który wyprowadził się ze wsi kilka miesięcy wcześniej, Niemcy zamordowali dwie osoby. Ofiary pacyfikacji upamiętnia pomnik na skraju wsi.
Dawniej znajdował się tu wiatrak-koźlak z końca XIX wieku przeniesiony w okolice Mięćmierza.

## Galeria

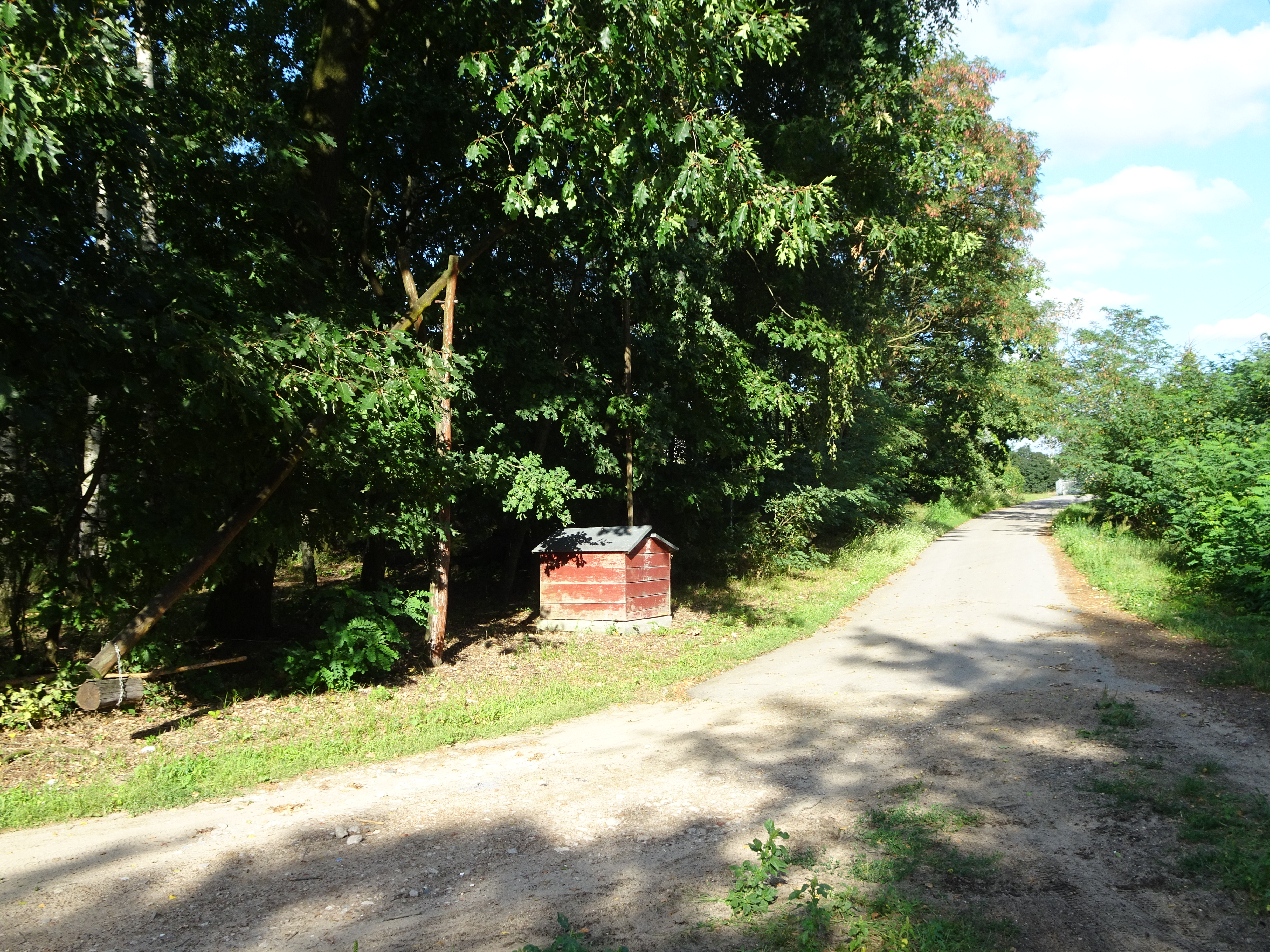
Dworzysko
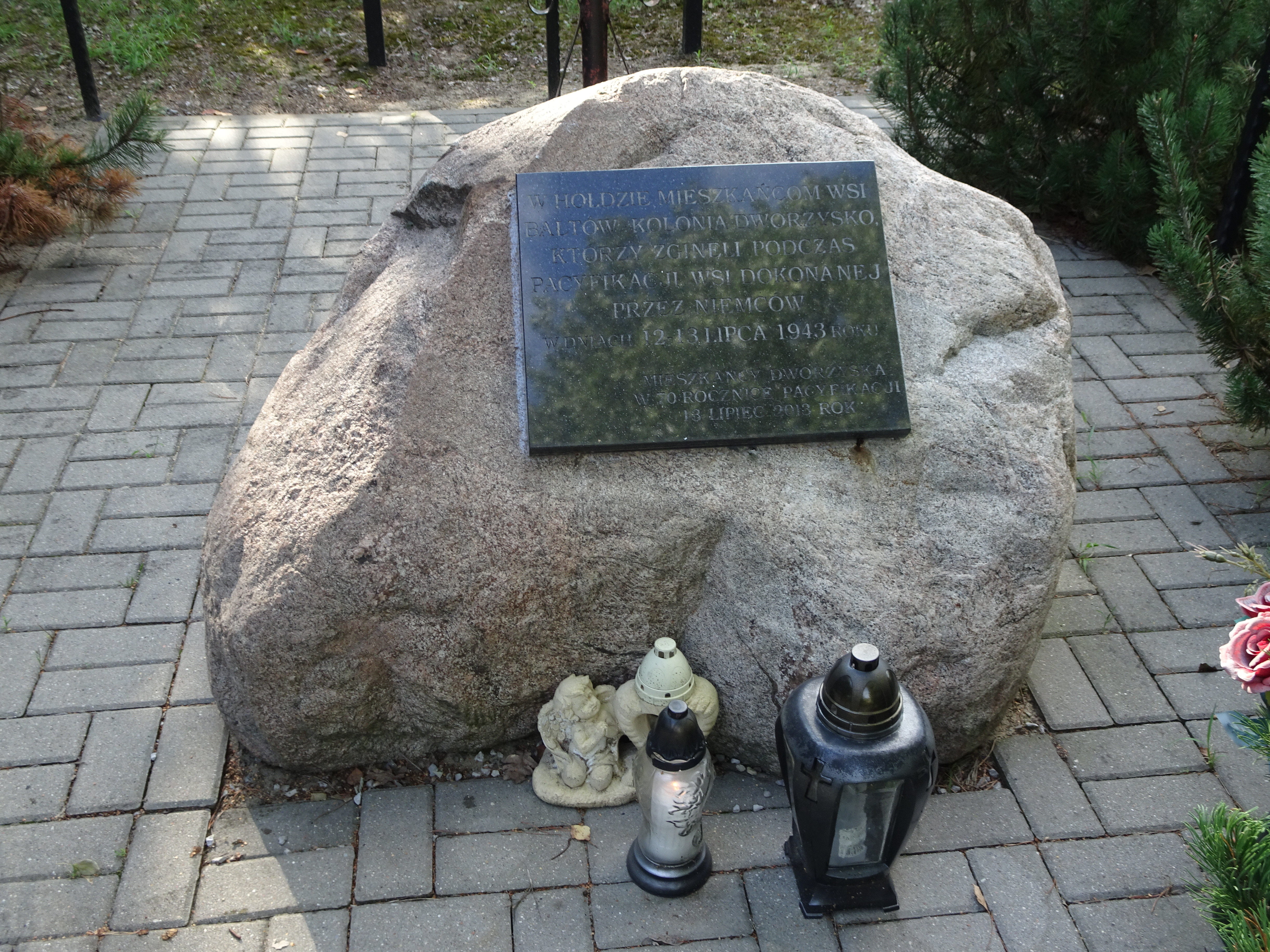
Kamień ofiar pacyfikacji na Dworzysku
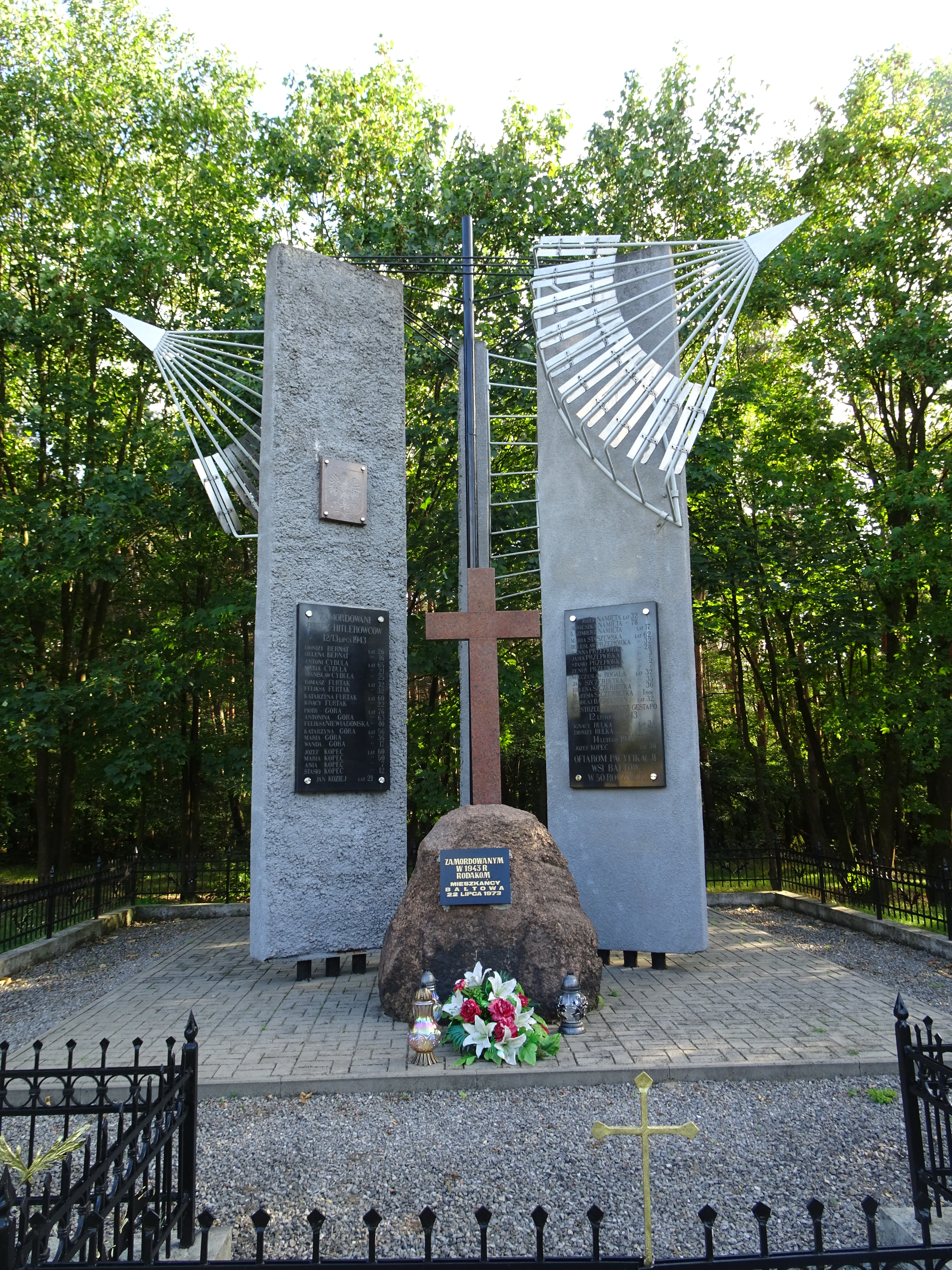
Pomnik ofiar pacyfikacji
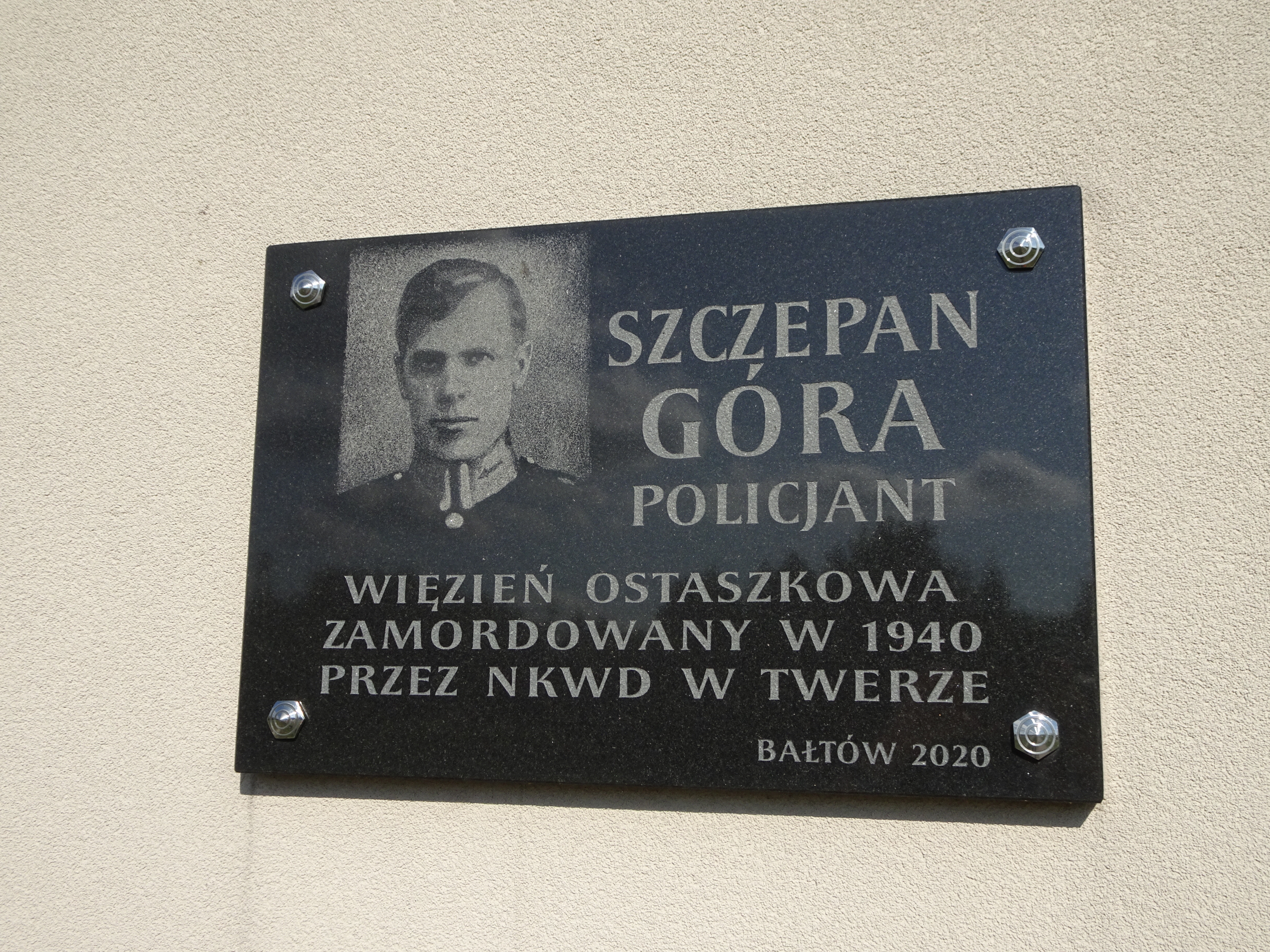
Tablica upamiętniająca Szczepana Górę na budynku starej szkoły
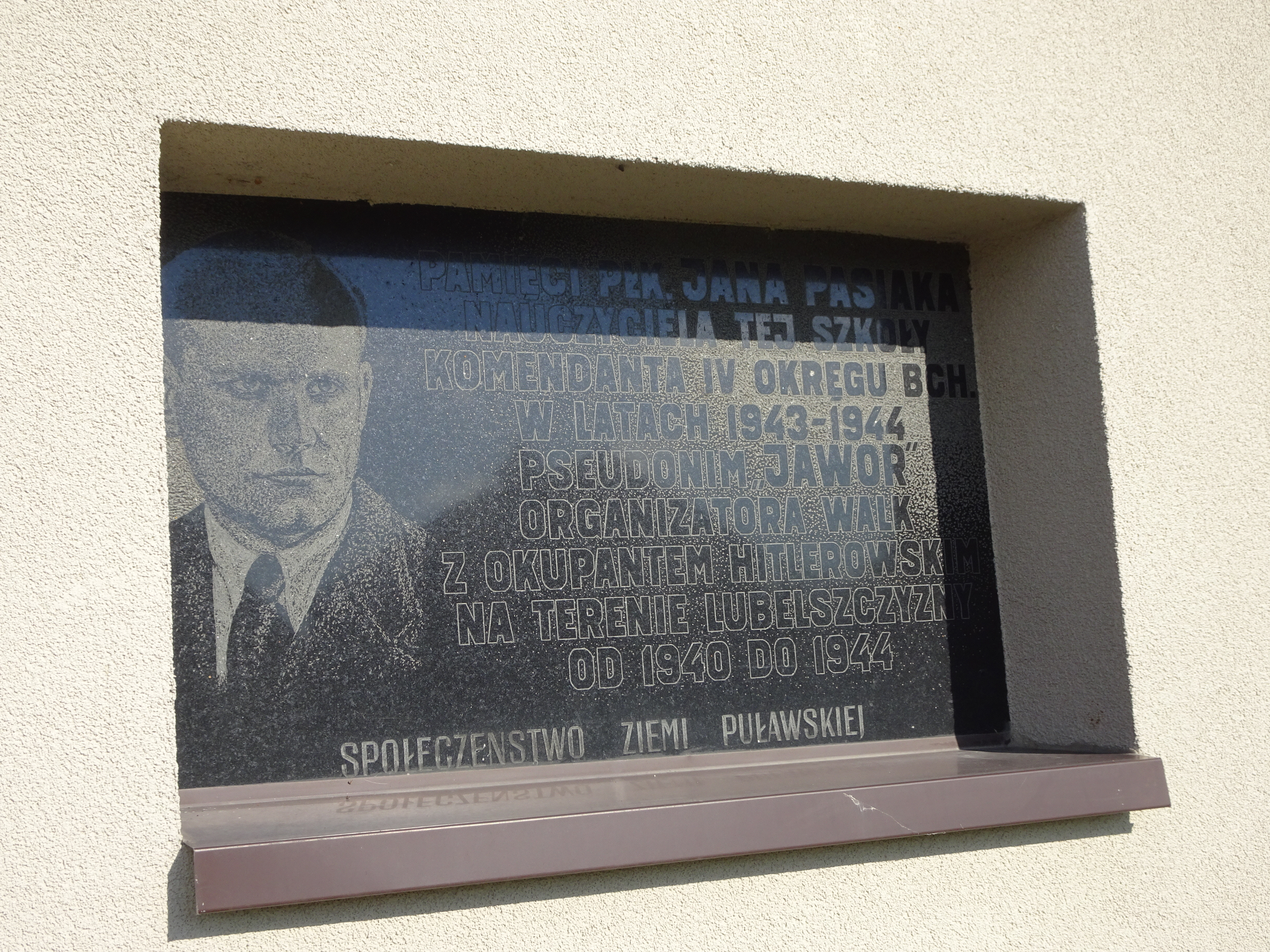
Tablica upamiętniająca płk. Jana Pasiaka na budynku starej szkoły